# Parcul Național Cheile Nerei - Beușnița
Parcul Național Cheile Nerei - Beușnița este o arie protejată de interes național ce corespunde categoriei a II-a IUCN (parc național), situată la limita sud-vestică a țării, în sudul Munților Aninei din județul Caraș-Severin.

## Localizare
Aria naturală se întinde în partea sud-vestică a județului Caraș-Severin, pe teritoriile administrative ale orașelor Anina și Oravița și pe cele ale comunelor: Bozovici, Cărbunari, Ciclova Română, Lăpușnicu Mare, Sasca Montană și Șopotu Nou și este străbătută de drumul național DN57B care leagă orașul Oravița de satul Bozovici. 

## Înființare
Parcul național (cu o suprafață de 36.758 ha) a fost declarat arie protejată prin Legea nr.5 din 6 martie 2000 (privind aprobarea Planului de amenajare a teritoriului național - Secțiunea a III-a - zone protejate), urmând ca în anul 2003 prin Hotărârea de Guvern nr. 230 din 4 martie (privind delimitarea rezervațiilor biosferei, parcurilor naționale și parcurilor naturale și constituirea administrațiilor acestora) să se restabilească limitele și suprafața parcului național.

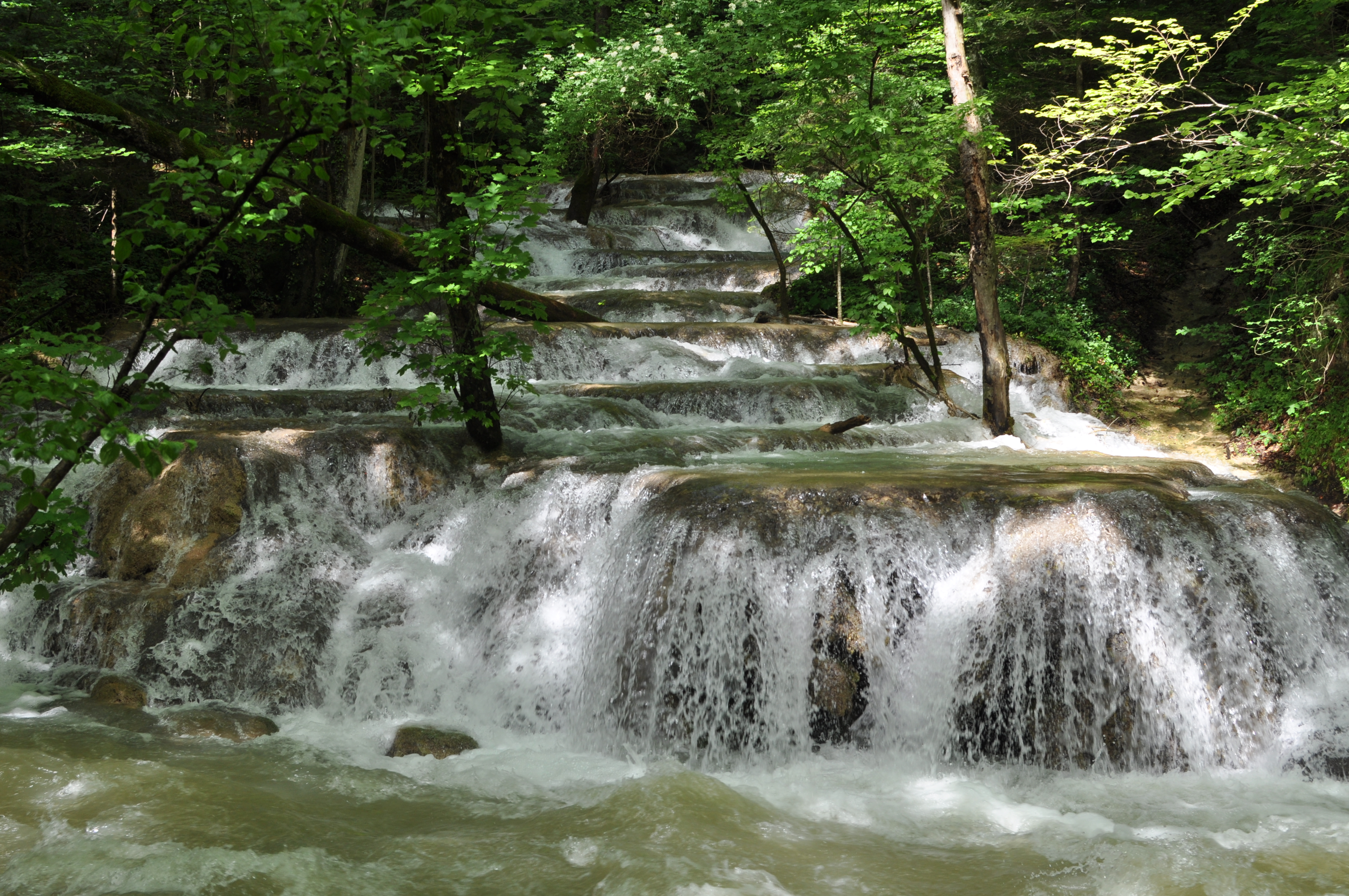
Cascadele Beușniței

Acesta  cuprinde zona carstică de pe cursul mijlociu al râului Nera (coloana vertebrală a parcului reprezentată de Cheile Nerei) și cursul pârâurilor Beu și Șușara, de la vărsarea în Nera spre izvoare. Parcul cuprinde obiective precum:  Lacul Dracului, faimoasele cascade ale Beușniței, lacul Ochiul Beului, Cascada Bigăr,  Cascada Șușara și Cascada Moceriș. 
Parcul național reprezintă o zonă montană cu abrupturi calcaroase, doline, lapiezuri, peșteri (Peștera Lenuța, Peștera de sub Padina Popii, Peștera Bijuteria), avene, grohotișuri, chei, cascade, ponoare, pajiști și păduri. Acesta include rezervațiile naturale Cheile Nerei - Beușnița, Izvorul Bigăr, Cheile Șușarei, Ducin, Valea Ciclovei - Ilidia, Dealul Cărăula si Poiana Liciovacea.
Prin decizia Comitetului Parimoniului Mondial UNESCO din 12 iulie 2017 de la Cracovia, in patrimoniul natural Unesco a fost introdusă o suprafață de peste 4200 hectare de pădure seculară de fag aflată pe teritoriul Parcului Național Cheile Nerei - Beușnița.

## Biodiversitate
Parcul a fost instituit ca arie protejată în scopul protejării biodiversității și menținerii într-o stare de conservare favorabilă a florei spontane și faunei sălbatice, precum și a unor habitate naturale de interes comunitar, aflate în sudul Munților Aninei.

### Habitate
Aria naturală dispune de mai multe tipuri de habitate naturale de interes comunitar ce adăpostesc o gamă diversă de floră și faună specifică Munților Banatului
Clase de habitate semnalate în parc: Păduri de fag de tip Luzulo-Fagetum, Păduri de fag de tip Asperulo-Fagetum, Păduri dacice de stejar și carpen, Păduri aluviale cu Alnus glutinosa și Fraxinus excelsior (Alno-Padion, Alnion incanae, Salicion albae), Păduri balcano-pontice de cer și gorun, Păduri medio-europene de fag din Cephalanthero-Fagion, Păduri de stejar cu carpen de tip Galio-Carpinetum, Păduri ilirice de Fagus sylvatica (Aremonio-Fagion), Păduri din Tilio-Acerion pe versanți abrupți, grohotișuri și ravene, Păduri ilirice de stejar cu carpen (Erythronio-Carpiniori), Pajiști panonice de stâncării (Stipo-Festucetalia pallentis), Pajiști  uscate seminaturale și faciesuri cu tufărișuri pe substrat calcaros (Festuco Brometalia), Tufărișuri subcontinentale peri-panonice, Comunități rupicole calcifile sau pajiști bazifite din Alysso-Sedion albi, Comunități de lizieră cu ierburi înalte higrofile de la nivelul câmpiilor, până la cel montan și alpin,   
Cursuri de apă din zonele de câmpie, până la cele montane, cu vegetație din Ranunculion fluitantis și Callitricho-Batrachion, Grohotișuri calcaroase și de șisturi calcaroase din etajul montan până în cel alpin (Thlaspietea rotundifolii), Izvoare petrifiante cu formare de travertin (Cratoneurion), Peșteri în care accesul publicului este interzis, Versanți stâncoși cu vegetație chasmofitică pe roci calcaroase și Vegetație e herbacee de pe malurile râurilor montane.

### Faună și floră
Parcul natural se suprapune sitului de importanță comunitară Natuara 2000 - Cheile Nerei - Beușnița, la baza desemnării căruia aflându-se câteva specii faunistice și floristice enumerate în anexa I-a a Directivei Consiliului European 92/43/CE din 21 mai 1992 (privind conservarea habitatelor naturale și a speciilor de faună și floră sălbatică);astfel: zece specii de mamifere: ursul brun (Ursus arctos, lupul (Canis lupus), râsul eurasiatic (Lynx lynx), vidra de râu (Lutra lutra), liliacul mic cu potcoavă (Rhinolophus hipposideros), liliacul comun (Myotis myotis), liliacul de iaz (Myotis dasycneme), liliacul mare cu potcoavă (Rhinolophus ferrumequinum), liliacul cu urechi de șoarece (Myotis blythii) și liliacul cu aripi lungi (Miniopterus schreibersi); 
un amfibian din specia Bombina variegata, cunoscut sub denumirea populară de ivoraș-cu-burta-galbenă; nouă specii de pești: zglăvoacă (Cottus gobio), mreană vânătă (Barbus meridionalis), petroc (Gobio kessleri), dunăriță (Sabanejewia aurata), răspăr (Gymnocephalus schraetzer), fusar (Zingel streber), boarța (Rhodeus sericeus amarus), porcușorul de vad (Gobio uranoscopus) și fâsă mare (Cobitis elongata); precum și 11 nevertebrate din speciile: scoica-mică-de râu (Unio crassus), melcul acvatic dungat  (Theodoxus transversalis), racul-de-ponoare (Austropotamobius torrentium), rădașca ( Lucanus cervus), cosașul transilvan (Pholidoptera transsylvanica), fluturele-tigru (Callimorpha quadripunctaria), libelula-mercur (Coenagrion mercuriale), calul-dracului (Cordulegaster heros), fluture-țestos (Nymphalis vaualbum), croitorul cenușiu al stejarului (Morimus funereus) și croitorul alpin (Rosalia alpina). 

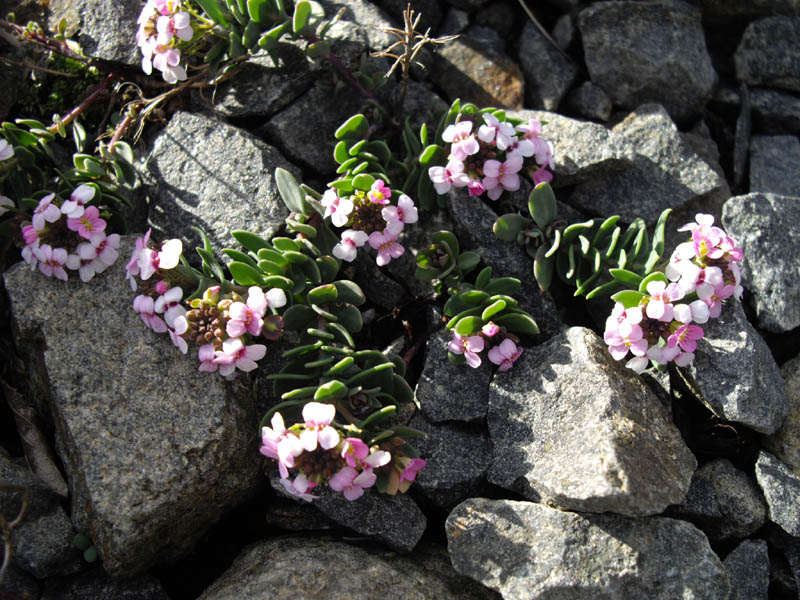
Tășculiță (Aethionema saxatile)

La nivelul ierburilor este întâlnită o plantă  (inclusă în aceeași anexă a Directivei Europene) din specia Himantoglossum caprinum, cunoscută sub denumirea populară de ouăle popii. 
Alte specii de ierburi și flori rare semnalate în arealul parcului național: brie (Athamanta turbith ssp. hungarica), tășculiță (Aethionema saxatile), omag (Aconitum moldavicum), usturoi sălbatic (Allium moschatum), pesmă (Centaurea atropurpurea), cornul bănățean (Cerastium banaticum), brebenei (Corydalis pumila), brândușă de toamnă (Crocus banaticus), brăndușă galbenă (Crocus flavus), garofiță bănățeană(Dianthus giganteus ssp. banaticus), Mâna Maicii Domnului (Dactylorhiza maculata), măciuca ciobanului (Echinops bannaticus), orhidee (cu specii de: , Gymnadenia conopsea), spânz verde (Helleborus odorus), in galben de Banat (Linum uninerve), albină (Ophrys scolopax ssp. cornuta), bujor bănățean (Paeonia mascula), untul vacii (Orchis morio ssp. picta), poroinic (Orchis tridentata), ploșnițoasă (Orchis coriophora ssp. fragrans), pribolnic (Orchis simia), trandafir (Rosa stylosa), salată de pădure (Smyrnium perfoliatum), cimbru sălbatic (Satureja kitaibelii), săbiuță (Gladiolus imbricatus), stânjenel de munte (Iris graminea) sau coada-iepurelui (Sesleria filifolia).

## Căi de acces
- Drumul național DN57B pe ruta: Oravița - Anina.
- DN57B -> DJ571B pe ruta Bozovici , Șopotu Nou
- DN57 -> DJ571 -> DJ571C -> DJ571K pe ruta: Oravița - Răcășdia - Ciuchici - Potoc
- DN57 -> DJ571 pe ruta: Oravița - Răcășdia - Sasca Montană - Sasca Română

## Monumente și atracții turistice
În vecinătatea parcului se află numeroase obiective de interes istoric, cultural și turistic (lăcașuri de cult, monumente, situri arheologice, arii naturale); astfel:

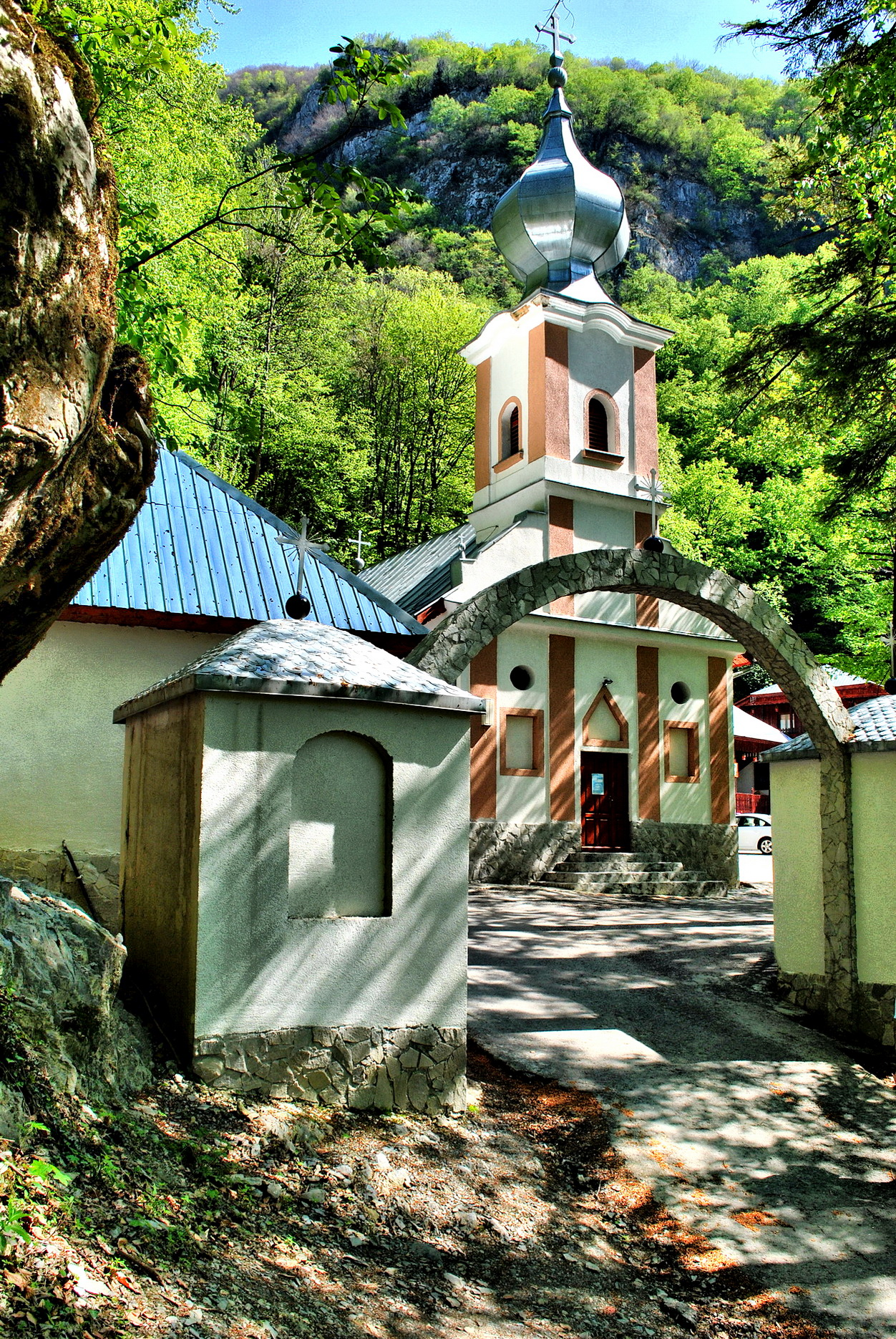
Biserica mănăstirii Călugăra

- Biserica ortodoxă Adormirea Maicii Domnului din Oravița, construcție 1778, monument istoric.
- Biserica mănăstirii Călugăra din Ciclova Montană, construcție secolul al XIX-lea, monument istoric.
- Biserică ortodoxă din Ciclova Montană, construcție 1783, monument istoric.
- Biserica romano-catolică "Sf. Maria" din Ciclova Montană, construcție 1777, monument istoric.
- Biserica "Pogorârea Sf. Duh" din Ilidia, construcție 1797, monument istoric.
- Capela romano-catolică, prima biserică a minerilor din Oravița, construcție 1707, monument istoric.
- Biserică romano-catolică din Anina, construcție 1786, refăcută integral în 1872, monument istoric.
- Biserica fortificată (sec. XIII-XIV) și necropola medievală (sec. XI - XIV) de la Ilidia.
- Uzinele de fier Anina, construcție 1858-1927, monument istoric.
- Ansamblul de mori din Bozovici (Moara Neamțului, Moara Curpanița, Moara de peste Râu, Moara mică), construcție 1890-1897, monument istoric.
- Ansamblul stațiunii Somerfrische (sanatoriul și colonia minieră) din Anina, construcție 1893-1895, monument istoric.
- Villa rustica de la Cărbunari (sec. II - III p. Chr., Epoca romană).
- Rezervațiile naturale: Lisovacea, Ogașul Slătinic, Buhui - Mărghitaș, Cheile Gârliștei, Cuptor - Brădișoru de Jos, Izvoarele Carașului, Peștera Buhui.